# Onze-Lieve-Vrouw-Hemelvaartkerk (Eksaarde)
De Onze-Lieve-Vrouw-Hemelvaartkerk is de parochiekerk van de tot de Oost-Vlaamse gemeente Lokeren behorende plaats Eksaarde, gelegen aan Eksaarde-dorp.

## Geschiedenis
In 1230 werd Eksaarde een zelfstandige parochie. In die tijd werd ook een driebeukige kerk gebouwd. In het eerste kwart van de 14e eeuw zou een zuidelijk zijkoor zijn aangebouwd en omstreeks 1400 volgde een noordelijk zijkoor. Het hoofdkoor zou midden 15e eeuw herbouwd zijn.
De kerk werd tijdens de godsdiensttwisten (omstreeks 1570) vernield, en hersteld in de 17e eeuw. In 1625 werd een noordelijke transeptarm toegevoegd en in 1652 een zuidelijke. Ook werd de kerk toen als pseudobasiliek ingericht en werd het schip met kruisribgewelven overkluisd. In 1660 werd ook het hoofdkoor op deze wijze overkluisd. In 1897 werd de kerk gerestaureerd en met een travee vergroot.

## Gebouw
Het betreft een driebeukige kruiskerk met achtkante vieringtoren. Het hoofdkoor is driezijdig afgesloten, de zijkoren zijn vlak afgesloten. Enkele 18e- en 19e-eeuwse grafstenen werden tegen de zijmuren ingemetseld. Het gebouw is in gotische stijl maar heeft ook neogotische kenmerken.

## Interieur
De kerk bezit een 18e-eeuws schilderij, voorstellende de Marteling van de Heilige Sebastiaan. De communiebank in rococostijl is van omstreeks 1790. De lambrisering van het zuidelijk zijkoor is in rococostijl (1757), de lambrisering van de zijbeuken is in classicistische stijl (1740). Doksaal en preekstoel zijn 17e-eeuws.